# Johannes Rau
Johannes Rau (ur. 16 stycznia 1931 w Wuppertalu, zm. 27 stycznia 2006 w Berlinie) – niemiecki polityk (SPD).
Na poziomie różnych ważnych stanowisk kształtował od początku lat 70. znacząco niemiecką politykę federalną. Od 1978 do 1998 był premierem Nadrenii Północnej-Westfalii. W wyborach do Bundestagu w 1987 był kandydatem SPD na kanclerza, a w 1993 komisarycznym przewodniczącym federalnym SPD.
Od 1999 do 2004 był 8. prezydentem Republiki Federalnej Niemiec.

## Życiorys

### Młodość oraz kariera zawodowa
Johannes Rau był synem kupca i działacza Niebieskiego Krzyża Ewalda Raua (1898–1953) oraz Heleny Rau, z domu Hartmann (1901–1988). Na skutek nalegań ojca zrezygnował w 1948 r. z uczęszczania do Gimnazjum w Wuppertalu: Rau wielokrotnie nie uczęszczał na zajęcia, więc jego ojciec był zdania, że może zaoszczędzić pieniądze wydawane na naukę. W 1949 r. rozpoczął naukę zawodu księgarza w wuppertalskim Wydawnictwie Emila Müllera. Obok tego był od 1949 r. samodzielnym współpracownikiem gazety regionalnej „Westdeutsche Rundschau” w Wuppertalu.
Po zakończeniu nauki zawodu pracował wpierw od 1952 r. jako księgarz wydawniczy w Wuppertalu, a potem w 1953 został lektorem w małym wydawnictwie w Witten. Od 1954 pracował jako kierownik w Jugenddienst-Verlag, w 1962 r. został członkiem zarządu, a w 1965 dyrektorem tego wydawnictwa.

### Ogólnoniemiecka Partia Ludowa
W 1950 r. pierwszy federalny minister spraw wewnętrznych Gustav Heinemann ustąpił z zajmowanego stanowiska w proteście przeciw remilitaryzacji, a dwa lata później wystąpił również z CDU, której był współzałożycielem. Heinemann założył Ogólnoniemiecką Partię Ludową (Gesamtdeutsche Volkspartei), a Rau został jej członkiem i zarazem przewodniczącym powiatowym w Wuppertalu. Już po pięciu latach, w 1957, partia została rozwiązana, a Rau wraz z Heinemannem i innymi zostali członkami SPD.

### Parlamentarzysta z SPD
Od 1958 do 1962 r. był przewodniczącym Jusos w Wuppertalu. W 1958 r. został pierwszy raz wybrany do Landtagu Nadrenii Północnej-Westfalii, w którym był deputowanym aż do 1999 r. W 1962 r. został członkiem zarządu frakcji SPD, a w 1967 jej przewodniczącym. Od 1964 do 1978 r. zasiadał również w Radzie Miejskiej Wuppertalu, którego też był nadburmistrzem w latach 1969–1970.
W 1968 r. został wybrany do zarządu federalnego SPD. Od 1973 był członkiem zarządu krajowego SPD w Nadrenii Północnej-Westfalii, a w latach 1977–1998 również jej przewodniczącym. Od 1978 r. członek prezydium SPD i od 1982 zastępcą federalnego przewodniczącego.

### Minister w Nadrenii Północnej-Westfalii
W 1970 r. premier Nadrenii Północnej-Westfalii Heinz Kühn powołał Raua do rządu i powierzył mu resort nauki i badań. W trakcie jego urzędowania powołano w Nadrenii Północnej-Westfalii wiele szkół wyższych (m.in. Bergische Universität Wuppertal, Uniwersytet Zaoczny w Hagen).
Swym podpisem był również odpowiedzialny za zwolnienie w 1972 r. ze stanowiska profesora Josepha Beuysa.

### Premier NRW

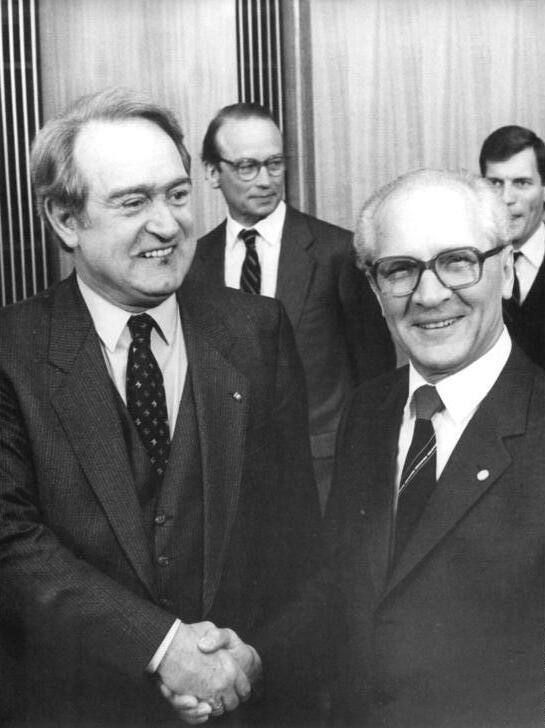
Johannes Rau i Erich Honecker, Berlin, 1985

W 1978 r. został następcą Heinza Kühna na stanowisku premiera. Pod jego przewodnictwem SPD uzyskało, bądź też obroniło, bezwzględną większość mandatów w wyborach do Landtagu w 1980, 1985 oraz w 1990 r. W 1985 r. SPD uzyskało w Nadrenii Północnej-Westfalii 52,1% głosów, najlepszy wynik w historii. W 1995 r. SPD straciło większość i utworzyło koalicję z Bündnis 90/Die Grünen (Zieloni). 27 maja 1998 poprzez wybór Wolfganga Clementa na premiera skończyła się w Nadrenii-Północnej Westfalii era Raua.
Od 1 listopada 1982 aż do 31 października 1983 Rau był ponadto pierwszy raz przewodniczącym Bundesratu. Ten urząd piastował ponownie od 1 listopada 1994 do 31 października 1995.

### Przewodniczący SPD
W wyborach do Bundestagu w 1987 r. był kandydatem SPD na urząd kanclerski, przegrał jednak z urzędującym kanclerzem Helmutem Kohlem. Po ustąpieniu Björna Engholma 3 maja 1993 ze stanowiska przewodniczącego SPD Rau objął komisaryczny zarząd, aż do wyboru 25 czerwca 1993 Rudolfa Scharpinga. W 1998 r. Johannes Rau ustąpił ze stanowiska premiera Nadrenii-Północnej Westfalii i krajowego przewodniczącego SPD. Jego następcą w partii został Franz Müntefering, a na premiera wybrano ówczesnego krajowego ministra gospodarki Wolfganga Clementa. W 1994 r. Rau był pierwszy raz kandydatem SPD na urząd prezydenta RFN. W trzecim głosowaniu przegrał jednak z kandydatem CDU Romanem Herzogiem. W 1996 roku odpowiadał za zwolnienie z więzienia zbrodniarki nazistowskiej Hermine Braunsteiner.

### Prezydent federalny
23 maja 1999 roku w drugim głosowaniu wybrano go prezydentem federalnym. Jego kontrkandydatkami były: późniejsza minister nauki Dagmar Schipanski (z ramienia CDU) oraz ciotka jego żony, bezpartyjna teolog Uta Ranke-Heinemann (z ramienia PDS). Rau został zaprzysiężony 1 lipca 1999.

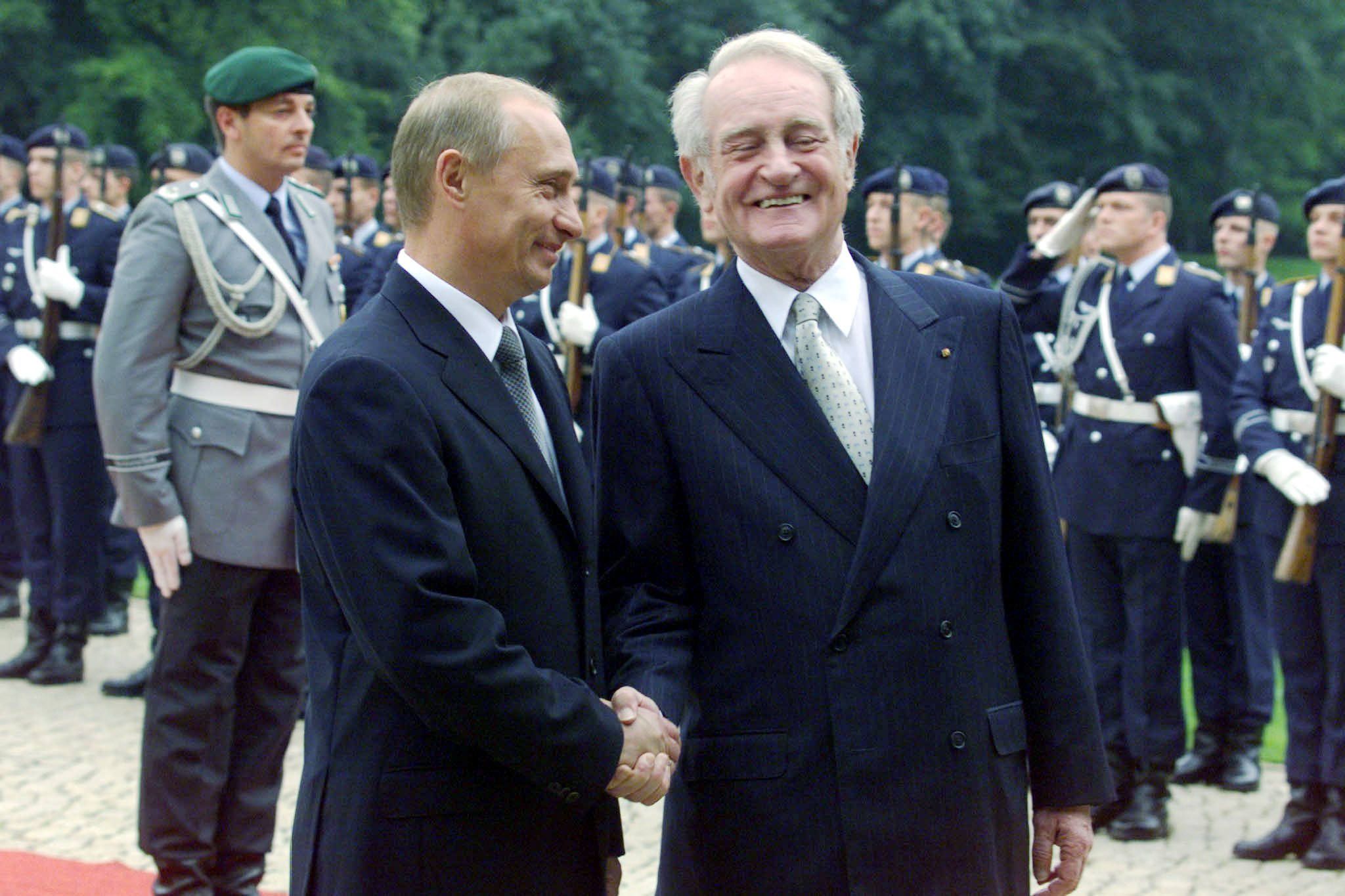
Spotkanie przywódców Niemiec i Rosji Johannesa Raua i Władimira Putina, 2001

Rau kontynuował rozpoczęty przez swego poprzednika Romana Herzoga cykl Przemówień Berlińskich. Inaczej niż Herzog wygłaszał wszystkie mowy co roku osobiście. Poruszał przy tym wiele społecznie ważnych spraw, takich jak napływ obcokrajowców, badania biologiczne i genetyczne oraz globalizacja. Ostatnie przemówienie wygłosił w maju 2004 roku pt. Uwierzyć w Niemcy – trochę odwagi. Wezwał w nim w nietypowy dla niego bezpośredni sposób, polityków i przedsiębiorców w Niemczech do większej uczciwości oraz świadomej odpowiedzialności.
Łącznie jako głowa państwa odbył 76 podróży zagranicznych. Odwiedzając w 2000 roku Izrael był pierwszym niemieckim politykiem, który w tym charakterze stanął przed Knesetem. Jego przemówienie tam 16 lutego było pierwszym wygłoszonym po niemiecku. Prosił o przebaczenie za zbrodnie holocaustu.
22 czerwca 2002 wydał niespotykane w swej ostrości oświadczenie z powodu partyjnego spektaklu dotyczącego ustawy imigracyjnej, w którym określił partyjne szarpaniny o głosowanie w Bundesracie jako niegodne. Nie skorzystał jednak z zagwarantowanego mu w konstytucji prawa do sprawdzenia zgodności z konstytucją formalnego powstawania ustawy. Zamiast tego podpisał ustawę imigracyjną mimo bardzo problematycznego, z prawnego punktu widzenia, niejednolitego głosowania (w Bundesracie) przedstawicieli kraju związkowego Brandenburgii, które przez przewodniczącego Bundesratu Wowereita zostało uznane za głos na „tak”. Ostatecznie Federalny Trybunał Konstytucyjny uznał ustawę imigracyjną w swej decyzji z 18.12.2002 za nieważną, gdyż Bundesrat jej nie przyjął, a niejednolite głosowanie przedstawicieli Brandenburgii nie mogło być uznane za aprobatę.
4 września 2003 Rau ogłosił, że nie będzie kandydował w następnych wyborach 23 maja 2004 na urząd prezydenta RFN, szczególnie że popierające go partie, SPD i Zieloni, nie miały w Zgromadzeniu Federalnym większości. 23 marca 2004 przerwał podróż po Afryce, przed planowaną wizytą u niemieckich żołnierzy w Dżibuti. Według raportów służb specjalnych miał zostać przeprowadzony zamach na życie wysokiego rangą przedstawiciela Europy, a więc możliwe, że chodziło o Raua. 30 kwietnia 2004 powrócił z ostatniej oficjalnej podróży zagranicznej z Polski.
29 czerwca 2004 został pożegnany przez Bundeswehrę tzw. Wielkim Capstrzykiem.

## Życie prywatne
Johannes Rau był od 9 sierpnia 1982 roku w związku małżeńskim z Christiną Delius (ur. 1956), wnuczką wcześniejszego prezydenta Niemiec Gustawa Heinemanna. Z tego małżeństwa pochodzi trójka dzieci Raua: Anna Christina (ur. 1983), Phillip Immanuel (ur. 1985) oraz Laura Helene (ur. 1986). Ślub cywilny odbył się w Londynie, natomiast uroczystość kościelna miała miejsce 22 sierpnia 1982 roku w Nowym Ewangelickim Kościele Wyspiarskim w Spiekeroog. Na tejże wyspie zostały również ochrzczone dzieci państwa Rau.

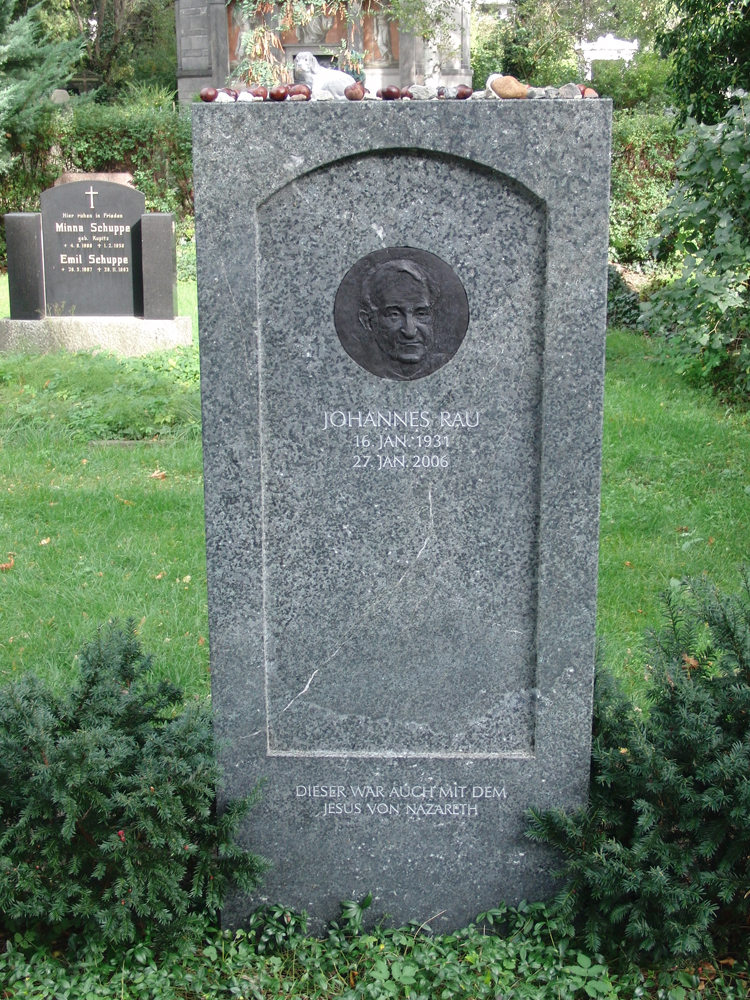
Grób Johannesa Raua

Spiekeroog, wyspa na Morzu Północnym, była przez lata miejscem wakacji rodziny Rau, która posiada tam domek letniskowy. To właśnie tu Johannes Rau wypoczywał po trudach politycznego dnia codziennego oraz nabierał sił po ciężkich operacjach. Właśnie dzień po zakończeniu urzędowaniu jego pierwszym celem była wyspa Spiekeroog. Ostatnio spędził na Spiekeroog, której był honorowym obywatelem od 2002, cztery tygodnie w lecie 2005 roku.
Z powodu publicznie wyznawanej wiary chrześcijańskiej był często nazywany „bratem Johannesem”.
Rau wiedział od 1995 r. o niebezpiecznym tętniaku w aorcie brzusznej, odmawiał jednak, ze względu na pełnione funkcje oraz oczekiwany wybór na prezydenta, poddania się operacji, aż do 21 lipca 2000, gdy został już zoperowany. 18 sierpnia 2004 roku musiał poddać się poważnej operacji serca, podczas której wstawiono mu sztuczną zastawkę. Już po dwóch miesiącach (19 października 2004) musiał poddać się operacyjnemu usunięciu krwiaka z okolicy brzusznej.
Ostatnimi publicznymi występami Johannesa Raua było przyznanie Nagrody Przyjaźni Niemiecko-Tureckiej w Solingen (29 maja 2005) oraz poświęcenie Frauenkriche w Dreźnie (30 października 2005).
W przyjęciu wydanym przez prezydenta RFN z okazji jego 75. urodzin 16 stycznia 2006 roku w pałacu Bellevue w Berlinie nie mógł wziąć udziału z powodów zdrowotnych.
Johannes Rau zmarł 27 stycznia 2006 roku około godz. 8.30 w Berlinie w kręgu najbliższych.
Prezydent Horst Köhler zarządził na 27 stycznia 2006 roku dla uczczenia pamięci byłego prezydenta uroczystość państwową; po nabożeństwie w katedrze Berlińskiej. Pochówek odbył się tego samego dnia na berlińskim cmentarzu Dorotheenfriedhof w najbliższym kręgu rodziny oraz przyjaciół.

## Funkcje honorowe
Rau był patronem inicjatywy Uczniowie Pomagają Żyć (Schüler Helfen Leben) oraz honorowym ojcem chrzestnym milionowego dziecka chrzestnego z organizacji pomocy dzieciom Plan International. Przejął to ojcostwo chrzestne po swym poprzedniku Romanie Herzogu. Oprócz tego był patronem Niemieckiej Fundacji Ochrony Zabytków (Deutsche Stiftung Denkmalschutz). Angażował się na rzecz Fundacji Muzeum Zamek Moyland, w której był do 1998 przewodniczącym kuratorium (rady).
Od 1965 do 1999 r. przynależał do Krajowego Synodu Kościoła Ewangelickiego w Nadrenii oraz był zastępcą członka konsystorza Kościoła Ewangelickiego w Nadrenii. Był również ściśle powiązany z Niemieckim Synodem Ewangelickim; od 1966 do 1974 był członkiem jego prezydium, a potem brał regularnie udział w zebraniach synodu, oficjalnie oraz jako osoba prywatna.
Był długoletnim zastępcą prezesa Fundacji im. Friedricha Eberta oraz współwydawcą ewangelickiego czasopisma Zeitzeichen (pol. Znaki Czasu). W 2000 roku założył własną fundację, Fundację im. Johannesa Raua.

## Odznaczenia i nagrody

### Tytuły doktora honoris causa
- 1985 – Uniwersytet Heinricha Heinego w Düsseldorfie
- 1986 – Uniwersytet w Hajfie (Izrael) (pierwszy Niemiec)
- 1991 – Fernuniversität in Hagen (nauki gospodarcze)
- 1997 – Uniwersytet Ruhry w Bochum (Wydział Teologiczno-Ewangelicki)
- 1985 – Akademia Teologiczna w Budapeszcie
- 1998 – Uniwersytet Ben Guriona (Izrael)
- 2000 – Technion Israel Institute of Technology (wręczony na Technicznym Uniwersytecie w Berlinie)
- 2003 – Uniwersytet Nankiński (Chiny)
- 2004 – Uniwersytet Techniczny w Dortmundzie (Wydział Budownictwa)

### Honorowe obywatelstwa
- 1991 – Wuppertal (miasto rodzinne)
- 1996 – Maroldsweisach
- 2000 – Spiekeroog
- 2001 – Bonn
- 2004 – Berlin

### Inne
- 1969 – Wielki Krzyż Zasługi Orderu Zasługi RFN
- 1975 – Wielki Krzyż Zasługi z Gwiazdą Orderu Zasługi RFN
- 1979 – Pierścień Honorowy Miasta Wuppertal
- 1980 – Wielki Krzyż Zasługi z Gwiazdą i Wstęgą Orderu Zasługi RFN
- 1983 – Krzyż Wielki Orderu Zasługi RFN
- 1983 – Kawaler Orderu Wbrew Powadze
- 1989 – Honorowy senator Bergische Universität Wuppertal
- 1993 – Niemiecki Krzyż Honorowy Straży Pożarnej w złocie
- 1994 – Krzyż Wielki Królewskiego Norweskiego Orderu Zasługi
- 1995 – Honorowy członek jerozolimskiego Muzeum Izraela
- 1995 – Honorowy senator Europejskiej Akademii Nauk i Sztuk
- 1995 – Nagroda Leo Baecka
- 1997 – KulturPreis Europa (pol. Europejska Nagroda Kultury)
- 1998 – Nagroda Minerwy – Jülich za jego działalność na rzecz kultury, nauki i badań oraz za szczególne zaangażowanie w sprawy miasta Jülich
- 1998 – Honorowy senator Uniwersytetu w Bielefeldzie
- 1998 – Wielki Oficer Orderu Trzech Gwiazd (Łotwa)
- 1999 – Pokojowa Nagroda im. Heinricha Albertza Pracowniczej Opieki Społecznej
- 1999 – Reinhold-Schneider-Plakette
- 1999 – Stopień Specjalny Krzyża Wielkiego Orderu Zasługi RFN – ex officio (po wyborze na urząd Prezydenta RFN)
- 2000 – Order Białego Lwa I Klasy z Łańcuchem przyznany przez prezydenta Republiki Czeskiej[2]
- 2000 – Krzyż Wielki z Łańcuchem Orderu Krzyża Ziemi Maryjnej (Estonia)
- 2001 – Medal Leo Baecka
- 2001 – Krzyż Wielki z Łańcuchem Orderu Białej Róży (Finlandia)
- 2001 – Order Podwójnego Białego Krzyża I Klasy[3] (Słowacja)
- 2002 – Order Orła Białego[4] (Polska)
- 2002 – Order Zasługi Republiki Włoskiej I Klasy z Wielkim Łańcuchem[5]
- 2002 – Łańcuch Orderu Izabeli Katolickiej (Hiszpania)
- 2002 – Order Słonia (Dania)
- 2002 – Nagroda Inwalidów Wojennych za szczególne zasługi na rzecz niepełnosprawnych i przewlekle chorych
- 2003 – Kawaler Krzyża Wielkiego z Łańcuchem Orderu Sokoła Islandzkiego (Islandia)
- 2003 – Nagroda im. Georga Schulhoffa za zaangażowanie na rzecz kształcenia zawodowego
- 2004 – Złoty Order Olimpijski
- 2004 – Wielka Gwiazda Odznaki Honorowej za Zasługi dla Republiki Austrii
- 2004 – Złoty Łańcuch Orderu Piusa IX (Watykan)
- 2004 – „Przeciwko Zapomnieniu – Dla Demokracji” za działalność przeciwko zapomnieniu historii oraz na rzecz naszej demokracji
- 2004 – Nagroda im. Karla Bartha Unii Kościołów Ewangelickich (UEK) za całokształt dokonań
- 2004 – Grosz Kultury Niemieckiej Rady Kultury
- 2004 – Złoty Krzyż Kulisty AEJ w Niemczech za szczególne zaangażowanie na rzecz młodzieży ewangelickiej
- 2005 – Gość Honorowy Roku Badenweiler
- 2005 – Nagroda im. Gustawa Adolfa dla „chrześcijańsko umotywowanego, europejskiego budowniczego mostów”
- 2005 – Nagroda Przyjaźni Niemiecko-Tureckiej (Solingen)
- 2006 – Wydanie specjalne znaczka pocztowego Poczty Niemieckiej (pośmiertnie)
- 2006 – Plac przed ratuszem w Eschweiler został nazwany Johannes-Rau-Platz
- 2006 – Zmiana nazwy Gimnazjum Siegesstraße w Wuppertalu na Całodzienne Gimnazjum im. Johannesa Raua

## Jego polityka w oczach innych
Na tle ewangelicko-chrześcijańskim zawsze troszczył się o społeczny kompromis i był uważany za moralną instytucję. Głównym motywem jego polityki było zabieganie o społeczną sprawiedliwość („Jednoczenie zamiast dzielenia”). Krytycy zarzucają mu, że Nadrenia Północna-Westfalia pozostała w trakcie jego dwudziestoletnich rządów w porównaniu ogólnoniemieckim w tyle, jeśli chodzi o gospodarkę, rozwój technologiczny i sprawy socjalne. Rau miał obstawać przy starym przemyśle, przede wszystkim deficytowym wydobyciu węgla, i za słabo wspierał nowe technologie. Tymże krytykom przeciwstawia się to, że przekształcenia strukturalne w przemyśle stalowym oraz górnictwie odgrywały w kraju ponadproporcjonalne skutki.
Oprócz tego znacznie pogorszyło się położenie finansowe jego kraju związkowego (wzrastające zadłużenie).

## Członkostwa w organizacjach i inicjatywach
- członek Towarzystwa Niemiecko-Izraelskiego
- założyciel Lasu krajów niemieckich na pustyni Negew w Izraelu
- członek honorowy Lions-Club Niemcy
- członek honorowy Chóru Ruhrkohle